# Ferula assafoetida
Ferula assafoetida, conocida también de forma abreviada como assafoetida (en hindi es hing) y en castellano denominada a veces como asafétida, es una especia de la familia de las apiáceas.

## Descripción
Se trata de una planta herbácea perenne que llega a crecer hasta 2 m de altura. El tronco mide de 5 a 8 cm de diámetro en la base de la planta. Las hojas miden de 30 a 40 cm de longitud. La flor es amarilla y la planta la produce en grandes cantidades.
Esta planta tiene un olor pungente que ha dado origen a denominaciones muy curiosas en los diferentes idiomas. En castellano se la denomina también como "estiércol del diablo" y de esta forma se la conoce (entre otros nombres) en francés (Merde du Diable); en algunos dialectos ingleses aparece como Devil's Dung y en  alemán como Teufelsdreck. En turco se la conoce como Şeytantersi o Şeytan bökösu e incluso Şeytanotu (hierba del diablo).

## Usos

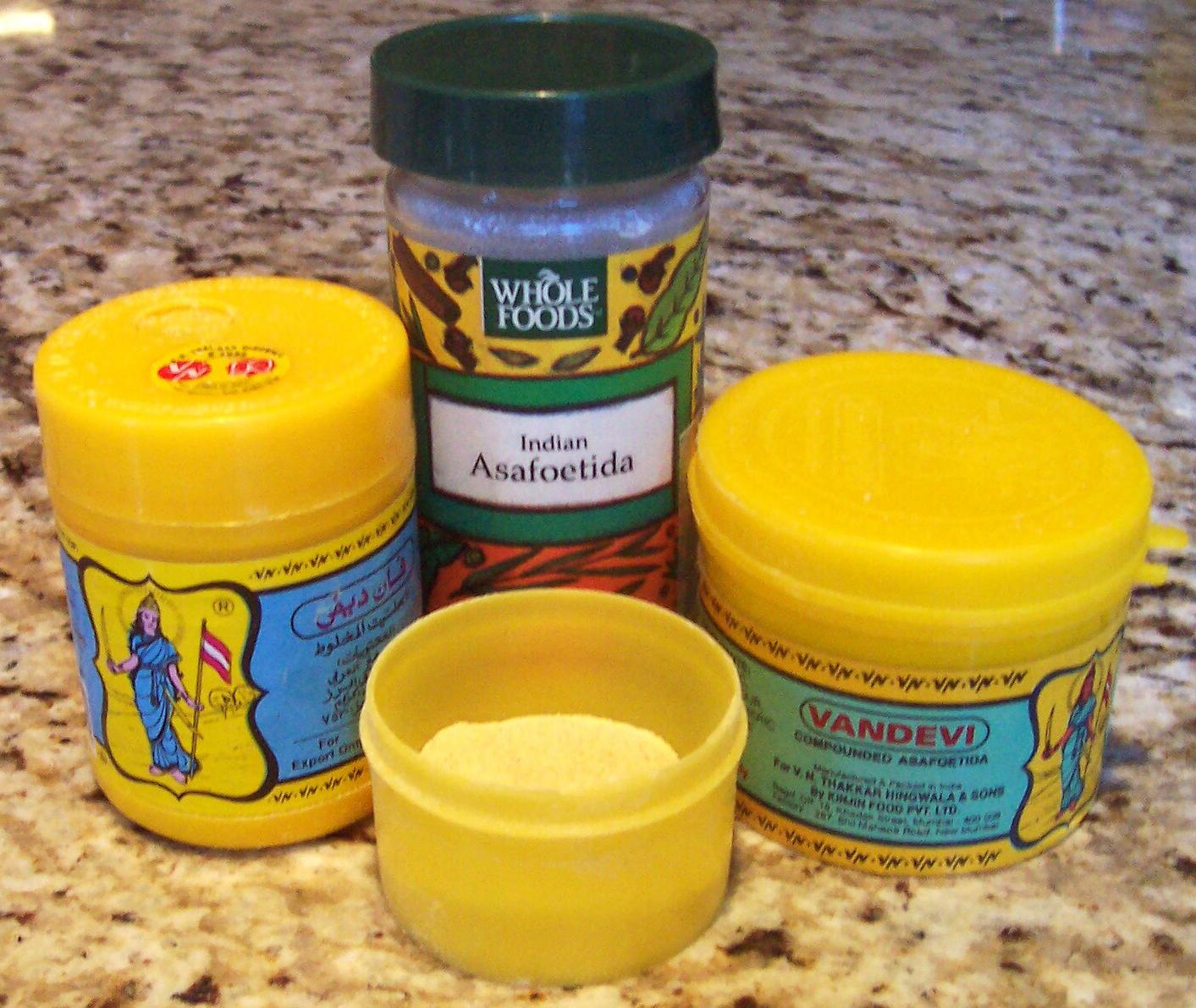
Envases de asafoetida en polvo en la distribución comercial de los mismos.

### Gastronomía

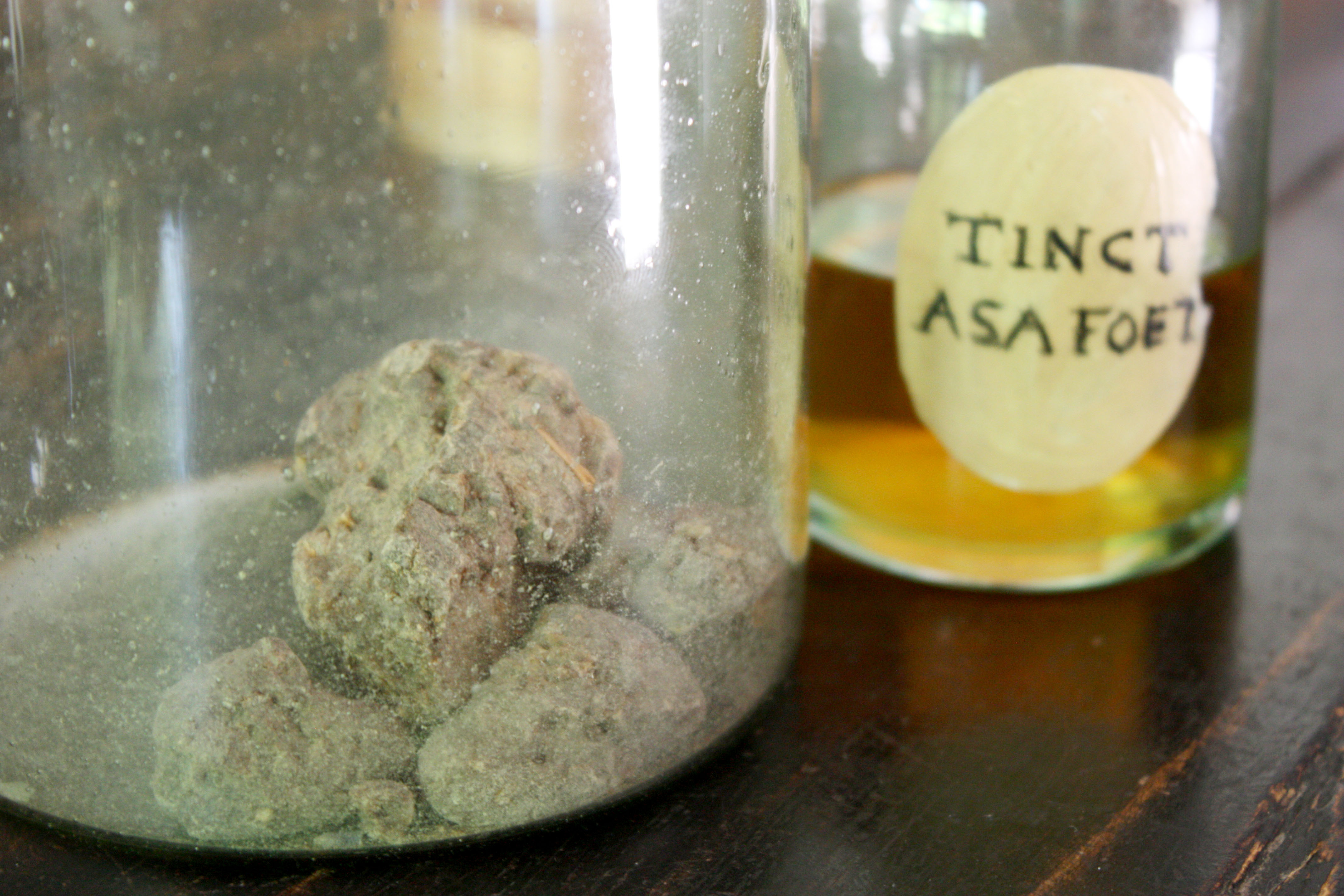
Frasco conteniendo resina de asafoetida.

La gomorresina exudada por el rizoma de la planta es secada y pulverizada para producir la especia habitualmente conocida como asa fétida o asafétida,en contraposición al asa dulce, resina de la Ferula tingitana. La especia se debe tostar, ya que en su estado natural crudo produce náuseas y vómitos. 
El asa fétida crece fundamentalmente en Oriente Medio, sobre todo en Irán, Afganistán y Cachemira,donde es frecuente encontrarlo en su gastronomía. En gastronomía, el asa fétida se considera un condimento debido al contenido de ácido ferúlico, que tiene propiedades conservantes. Su olor es muy fuerte y debe almacenarse en recipientes muy bien cerrados y herméticos, y además lejos de otras especias; de lo contrario, su aroma, que es nauseabundo en grandes cantidades, podría contaminar las características de las otras especias. 
Cuando se cocina, su olor y sabor recuerda al de la cebolla y el ajo. En la gastronomía de la India es empleado fundamentalmente por la casta de los comerciantes, así como por los jainistas, que no comen cebollas ni ajos, ya que potencia el umami. Es frecuentemente utilizado junto con la cúrcuma. También es un componente típico de curris de lenteja como el dal y sambar, como en mucho platos a base de vegetales. En la gastronomía de Cachemira el asa fétida se utiliza en platillos de cordero como el rogan josh. A veces se utiliza para armonizar el sabor de los componentes dulce, agrio, amargo y picantes en la comida. La especie se agrega a los alimentos durante el templado. A veces, seca y molida, se mezcla con sal para aderezar ensaladas.

### Medicina natural
La medicina tradicional de la India emplea la asafétida en diversos remedios para el tratamiento de la histeria y otras enfermedades nerviosas, los problemas digestivos y como expectorante en las enfermedades bronquiales. Tiene propiedades antiespasmódicas. Tanto la medicina tradicional china como la ayurvédica coinciden en su utilidad para el tratamiento de los parásitos intestinales y las lombrices.
En la tradición judía era utilizada para espantar malos espíritus en donde es llamada "JALATIT" por eso mitológica mente se llamó “hierba del diablo” ya que lo “ahuyenta”.
(Talmud babilónico 90A comentario de Rashi)
En la medicina tradicional se usa como antiespasmódico, cardiotónico, expectorante, sedante, emenagogo, carminativo, diurético, antihelmíntico y afrodisíaco.  
Principios activos
Contiene asarresinotanol, ácido ferúlico, esencia de exenilo, disulfuro de exenilo, vainilla.

## Taxonomía
Ferula assafoetida fue descrita por Carlos Linneo y publicado en Species Plantarum 1: 248, en el año 1753. (1 de mayo de 1753)
Etimología
El nombre científico de la planta proviene de una mezcla del persa indicando la palabra resina (asa) y del latín foetida que hace referencia a su fuerte aroma sulfuroso.   
Sinonimia
Ferula foetida St.-Lag.
- Ferula hooshee Lindl. ex Descourt.
- Peucedanum hooshe Baill.[8]